# Francesco Emanuele Valguarnera
Francesco Emanuele Valguarnera Gravina (1691 – Torino, 15 febbraio 1770) è stato un nobile, politico e militare italiano, che tra il 1748 e il 1751 ricoprì la carica di Viceré di Sardegna sotto il regno di Carlo Emanuele III di Savoia. Si distinse per la dura lotta al banditismo che infestava l'isola.

## Biografia
Nacque nel 1691 da Giuseppe, V principe di Gangi, e dalla di lui consorte la nobildonna Anna Maria (o Marianna) Gravina e Gravina, II principessa di Gravina, di cui fu il secondo di sei figli.
Nel 1714, entrò al servizio di Vittorio Amedeo II di Savoia, re di Sicilia, arruolandosi come cornetta nella compagnia del reggimento "Sicilia". Dopo la firma del Trattato dell’Aia che riconsegnò la Sicilia al Regno di Spagna, e la Sardegna a Casa Savoia, rimase in servizio nell’Armata Sarda, e nel 1722 fu promosso luogotenente. Dieci anni più tardi, nel 1732, succedette al fratello maggiore Francesco Saverio, IV principe di Valguarnera, al comando della compagnia delle Guardie del Corpo del Re, e l'anno successivo, nel 1733, fu nominato brigadiere generale. Nel 1735, per i suoi meriti durante la guerra di successione polacca, il Valguarnera divenne maresciallo di campo.
Nel 1739, partì per la Spagna, nominato ambasciatore presso la corte di Madrid. Ritornò in patria allo scoppio della guerra di successione austriaca, distinguendosi per il comportamento tenuto durante la battaglia di Madonna dell'Olmo, dove combatté a fianco di Carlo Emanuele III durante l'assalto ai trinceramenti francesi. Promosso generale di cavalleria, il 24 agosto 1748 fu nominato Viceré di Sardegna in sostituzione del Marchese di Santa Giulia. Continuò l'opera del suo predecessore debellando il banditismo, incrementò la popolazione di Carloforte riscattando dal Bey di Tunisi dei tabarchini razziati dai barbareschi, ottenne 4 posti per i sardi nel Collegio delle Province di Torino, e fece costruire a Cagliari il Conservatorio della Divina Provvidenza destinato ad ospitare le fanciulle povere. In occasione del matrimonio del principe ereditario Vittorio Amedeo con l'Infanta di Spagna Maria Antonia Ferdinanda scrisse al sovrano perché nominasse qualche cavaliere sardo come gentiluomo di camera. Il sovrano a dimostrazione della fiducia che nutriva in lui gli mandò quattro regi viglietti di nomina in bianco perché potesse scegliere le persone a suo piacere.
Il 23 maggio 1750, fu nominato Cavaliere dell'Ordine della Santissima Annunziata, e dopo il suo ritorno nella Capitale alla scadenza del mandato vicereale, fu promosso Gran Ciambellano, incarico che ricoprì sino alla data della sua morte, avvenuta a Torino il 15 febbraio 1770.

### Annotazioni
1. ↑  Furono oltre trecento i banditi catturati, soprattutto in Gallura, e processati possibilmente in giornata.
2. ↑  In quella grandiosa occasione una festa trasformando il salone del palazzo reale in un teatro dove si rappresentava l’opera in musica "Giunone placata" (composta da Johann Joseph Fux fu rappresentata per la prima volta alla Festa teatrale di Vienna nel 1725).

### Fonti
1. 1 2 3 4  Villabianca 1754, p. 6.
2. ↑  Morreale, p. 23.
3. 1 2 3 4  Candida Gonzaga 1875, p. 193.
4. 1 2 3 4 5   A. Lo Faso di Serradifalco, Siciliani al servizio del Regno di Sardegna nel XVIII secolo., in Studi Piemontesi. Rassegna di lettere, storia, arti e varia umanità edita dal Centro Studi Piemontesi, vol. 29, n. 2, novembre 2000,  pp. 615-646.
5. 1 2 3 4 5   V. A. Cigna Santi, Serie cronologica de' cavalieri dell'Ordine Supremo di Savoia detto prima del Collare, indi della Santissima Nunziata co' nomi, cognomi, titoli, e blasoni delle arme loro, Stamperia Reale di Torino, 1786,  pp. 230-231.
6. ↑  Villabianca 1754, p. 270.
7. ↑   G. Di Marzo (a cura di), Diari della Città di Palermo dal secolo XVI al XIX, vol. 14, Pedone Lauriel, 1875,  pp. 200-201.